# Каролин Апчър
Каролин Апчър (на английски: Caroline Upcher) е британска писателка на бестселъри в жанра чиклит и трилър. Пише и под псевдонима Хоуп Макинтайър (на английски: Hope McIntyre).

## Биография и творчество
Каролин Апчър е родена на 7 юли 1946 г. в Лондон, Англия, в семейство на британски офицер от армията. Заради работата му израства в Нидерландия, Германия, Судан и Париж, преди да се върне на училище в Англия. На 18 години става младши литературен агент в „Pan Books“, Лондон.
В следващите 11 години работи на различни места в киното и издателската дейност – като секретарка, помощник за скрипта, редактор на текста, координатор на текста във филмите и книгите, редактор и редакционен директор в „Pan Books“. След Лондон се премества на работа в „Miramax Books“ в Ню Йорк.
Последната ѝ работа е като редактор на свободна практика за „HarperCollins“, Ню Йорк, като помага на млади автори за началото на кариерата им. Освен това тя публикува материали в различни издания като „Таймс“, Обзървър“, „Ивнинг Стандард“, „Мирабела“, „GQ“ и др.
Заедно с работата си като редактор в началото на 90-те години започва да пише самостоятелни романи. Първият от тях, романса „Next of Kin“ е публикуван през 1990 г. под псевдонима Карли Макинтайър.
През 1994 г., от името на Наоми Кембъл, публикува скандалната книга с разкази „Swan“ (Лебед), в които се разказва какво е да бъде черен супермодел и някои тайни от миналото на Наоми.
В следващите години започва да публикува съвременна романтика в стил „чиклит“, като първата ѝ книга под собствено име „Пак ли сбърках?“ става бестселър.
В началото на новия век се насочва към романтичния трилър повлияна от спомените си, когато е живяла в атмосферата на „Нотинг Хил“ в Лондон. Публикува произведенията си под псевдонима Хоуп Макинтайър.
Каролин Апчър живее в Ексмур, Девъншир в Англия, и в Ринебек, щат Ню Йорк.

## Произведения

### Като Каролин Апчър

#### Самостоятелни романи
- Next of Kin (1990) – като Карли Макинтайър
- Swan (1994) – под името на Наоми Кембъл
- Falling for Mr. Wrong (1995)
Пак ли сбърках?, изд.: ИК „Кръгозор“, София (2004), прев. Снежана Милева
- The Visitor's Book (1997)
- Grace and Favour (1998)
- The Asking Price (2000)
- Down by the Water (2001)
- Within a Whisper (2001)
- The Boathouse (2001)

### Като Хоуп Макинтайър

#### Серия „Ли Бартоломю“ (Lee Bartholomew)
1. How to Seduce a Ghost (2005)
2. How to Marry a Ghost (2007)
3. How to Cook for a Ghost (2008) – издадена и като „Killer Date“
4. Held to Ransom (2009)

#### Самостоятелни романи
- Revisioning (2011)
- Eden (2012)
- Jail Baby (2013)